# Party’s Just Begun (Again)
Party’s Just Begun (Again), znana także jako „Party” – piosenka Nelly Furtado, która jako pierwsza została wydana na ścieżce dźwiękowej do filmu W matni (Brokedown Palace) w roku 1999. Piosenka znajduje się na albumie Whoa, Nelly!. Mimo że wydano ją jako singel, nie użyto jej do promocji albumu. Dwa miesiące przed debiutem Furtado podwójny zestaw płyt winylowych 12”, zawierający remiksy planowanego singla, został wysłany do klubów w całych Stanach Zjednoczonych.

## Lista utworów

### 12” Vinyl
1. „Party’s Just Begun (Again)” (LP Version) – 3:58
2. „Party’s Just Begun (Again)” (Decibel Mix) – 6:28
3. „Party’s Just Begun (Again)” (Syndicate Mix) – 7:02
4. „Party’s Just Begun (Again)” (Gavo's Deep Fried Club Mix) – 7:15
5. „Party’s Just Begun (Again)” (Choroni Mix) – 4:29
6. „Party’s Just Begun (Again)” (Reprise) – 4:53
7. „Party’s Just Begun (Again)” (Vocal Mix) – 3:37

### Singel promo
1. „Party’s Just Begun (Again)” (Main Version) – 4:02
2. „Party’s Just Begun (Again)” (Syndicate Radio Mix) – 4:39

### Remiksy
1. „Party (Vocal Mix)” – 3:37
2. „Party (Syndicate Mix)” – 7:02
3. „Party (Syndicate Radio Mix)” – 4:39
4. „Party (Decibel Mix)” – 6:28
5. „Party (Gavo's Deep Fried Club Mix)” – 7:15
6. „Party (Choroni Mix)” – 4:29

### Inne wersje
1. „Party (LP Version)” – 3:58
2. „Party (Reprise)” – 4:53
3. „Party (Brokedown Place Version)”
4. „Party (Main Version)” – 4:02